# Margriet de Moor
Margriet de Moor est le nom de plume de Margaretha Maria Antonetta Neefjes, une écrivaine néerlandaise née à Noordwijk le 21 novembre 1941 .

## Biographie
Elle est née en 1941, dans une famille catholique. En parallèle de sa scolarité, elle étudie le piano et le chant au Conservatoire royal de La Haye. À la fin des années 1970, elle prolonge ses études par une formation en l'histoire de l'art et archéologie à l'université d'Amsterdam.
Après son mariage avec Heppe de Moor (nl), un artiste, elle décide de porter en nom de plume le nom de famille de son mari. Elle se lance dans l'écriture. En 1988, elle publie un recueil de nouvelles Op de rug gezien [titre que l'on peut traduire en «Vu de dos»]. Ce recueil est sélectionné pour le prix littéraire AKO, mais ne l'obtient pas. Il remporte par contre le Gouden Ezelsoor. D'autres publications suivent les années suivantes. Ainsi, un nouveau recueil de trois nouvelles, publié en 1989, Dubbelportret, remporte un autre prix néerlandais, le Lucy B. en C.W. van der Hoogtprijs (nl) 1990.
Son mari meurt en 1992. La même année, elle obtient le prix Littéraire AKO en 1992, pour son premier roman publié en 1991, Gris d'abord puis blanc puis bleu [« Eerst grijs dan wit dan blauw »], un succès international,. Il est suivi d'un autre roman, traduit lui aussi en plusieurs langues dont le français, Le Virtuose, [« De virtuoos »]. Il est consacré à l'amour et la musique, dans l'atmosphère de la vie musicale napolitaine, dans la deuxième moitié du XVIIIe siècle. D'autres œuvres suivent encore, comme Au premier regard [« Op het eerste gezicht » (réed. « Slapeloze nacht »)].

## Principales œuvres traduites en français
- Gris d'abord puis blanc puis bleu [« Eerst grijs dan wit dan blauw »], trad. de Marie Hooghe, Paris, Éditions Robert Laffont, coll. « Pavillons », 1993,  (ISBN 2-221-07588-9)
- Le Virtuose, [« De virtuoos »], trad. de Danielle Losman, Paris, Éditions Robert Laffont, coll. « Pavillons », 1995, 207 p.  (ISBN 2-221-07929-9)
- Duc d’Égypte, [« Hertog van Egypte »], trad. de Danielle Losman, Paris, Éditions du Seuil, coll. « Cadre Vert », 1999, 252 p.  (ISBN 2-02-032023-1)
- Le Rendez-vous, [« Zee-binnen »], trad. de Danielle Losman, Paris, Éditions du Seuil, coll. « Cadre Vert », 2003, 200 p.  (ISBN 2-02-049078-1)
- Une catastrophe naturelle, [« De verdronkene »], trad. de Danielle Losman, Paris, Libella-Maren Sell, 2009, 334 p. (ISBN 978-2-35580-020-7)[5]
- Le Peintre et la jeune fille, [« De schilder en het meisje »], trad. d’Annie Kroon, Paris, Libella-Maren Sell, 2012, 288 p.  (ISBN 978-2-35580-033-7) Roman inspiré de l'histoire d'Elsje Christiaens, dessinée après sa mort par Rembrandt
- Au premier regard [« Op het eerste gezicht » (réed. « Slapeloze nacht »)], trad. de Françoise Antoine, Paris, Éditions Grasset et Fasquelle, 2018, 152 p.  (ISBN 978-2-246-81440-5)[3]